# Uppvidinge härads valkrets
Uppvidinge härads valkrets var vid riksdagsvalen till andra kammaren 1866-1908 en egen valkrets med ett mandat. Vid riksdagsvalet 1911 avskaffades valkretsen och uppgick i Kronobergs läns östra valkrets.

## Riksdagsmän
- Jonas Jonasson, lmp (1867–1869)
- Jonas Samuelsson (1870–1872)
- Jonas Jonasson, lmp (1873–1884)
- Johan Petersson, lmp 1885-1887, nya lmp 1888-1894, lmp 1895-1899 (1885–1899)
- Jonas Eriksson, lmp (1900–1908)
- Johan Gustaf Svensson, lmp (1909–1911)

## Valresultat

### 1896
| Andrakammarvalet i Sverige 1896: Uppvidinge härads valkrets | Andrakammarvalet i Sverige 1896: Uppvidinge härads valkrets | Andrakammarvalet i Sverige 1896: Uppvidinge härads valkrets | Andrakammarvalet i Sverige 1896: Uppvidinge härads valkrets | Andrakammarvalet i Sverige 1896: Uppvidinge härads valkrets |
| Kandidat                                                    | Kandidat                                                    | Röster                                                      | Röster                                                      | Röster                                                      |
| Kandidat                                                    | Kandidat                                                    | Antal                                                       | %                                                           | +− %                                                        |
| ----------------------------------------------------------- | ----------------------------------------------------------- | ----------------------------------------------------------- | ----------------------------------------------------------- | ----------------------------------------------------------- |
|                                                             | Johan Petersson                                             | 205                                                         | 46,8                                                        |                                                             |
|                                                             | C.A. Andersson i Algutsboda                                 | 190                                                         | 43,4                                                        |                                                             |
|                                                             | Övriga kandidater                                           | 43                                                          | 9,8                                                         |                                                             |
| Antal giltiga röster                                        | Antal giltiga röster                                        | 438                                                         |                                                             |                                                             |
| Kasserade röster                                            | Kasserade röster                                            | 1                                                           |                                                             |                                                             |
| Totalt                                                      | Totalt                                                      | 439                                                         |                                                             |                                                             |

### 1899
| Andrakammarvalet i Sverige 1899: Uppvidinge härads valkrets | Andrakammarvalet i Sverige 1899: Uppvidinge härads valkrets | Andrakammarvalet i Sverige 1899: Uppvidinge härads valkrets | Andrakammarvalet i Sverige 1899: Uppvidinge härads valkrets | Andrakammarvalet i Sverige 1899: Uppvidinge härads valkrets |
| Kandidat                                                    | Kandidat                                                    | Röster                                                      | Röster                                                      | Röster                                                      |
| Kandidat                                                    | Kandidat                                                    | Antal                                                       | %                                                           | +− %                                                        |
| ----------------------------------------------------------- | ----------------------------------------------------------- | ----------------------------------------------------------- | ----------------------------------------------------------- | ----------------------------------------------------------- |
|                                                             | Jonas Eriksson                                              | 214                                                         | 41,0                                                        |                                                             |
|                                                             | Johan Petersson                                             | 149                                                         | 28,5                                                        | ▼18,3                                                       |
|                                                             | Övriga kandidater                                           | 159                                                         | 30,5                                                        |                                                             |
| Antal giltiga röster                                        | Antal giltiga röster                                        | 522                                                         |                                                             |                                                             |
| Kasserade röster                                            | Kasserade röster                                            | 2                                                           |                                                             |                                                             |
| Totalt                                                      | Totalt                                                      | 524                                                         |                                                             |                                                             |

### 1902
| Andrakammarvalet i Sverige 1902: Uppvidinge härads valkrets | Andrakammarvalet i Sverige 1902: Uppvidinge härads valkrets | Andrakammarvalet i Sverige 1902: Uppvidinge härads valkrets | Andrakammarvalet i Sverige 1902: Uppvidinge härads valkrets | Andrakammarvalet i Sverige 1902: Uppvidinge härads valkrets |
| Kandidat                                                    | Kandidat                                                    | Röster                                                      | Röster                                                      | Röster                                                      |
| Kandidat                                                    | Kandidat                                                    | Antal                                                       | %                                                           | +− %                                                        |
| ----------------------------------------------------------- | ----------------------------------------------------------- | ----------------------------------------------------------- | ----------------------------------------------------------- | ----------------------------------------------------------- |
|                                                             | Jonas Eriksson                                              | 461                                                         | 71,5                                                        | ▲30,5                                                       |
|                                                             | Johan Jonsson i Börsås                                      | 176                                                         | 27,3                                                        |                                                             |
|                                                             | Övriga kandidater                                           | 8                                                           | 1,2                                                         |                                                             |
| Antal giltiga röster                                        | Antal giltiga röster                                        | 645                                                         |                                                             |                                                             |
| Kasserade röster                                            | Kasserade röster                                            | 2                                                           |                                                             |                                                             |
| Totalt                                                      | Totalt                                                      | 647                                                         |                                                             |                                                             |

### 1905
| Andrakammarvalet i Sverige 1905: Uppvidinge härads valkrets | Andrakammarvalet i Sverige 1905: Uppvidinge härads valkrets | Andrakammarvalet i Sverige 1905: Uppvidinge härads valkrets | Andrakammarvalet i Sverige 1905: Uppvidinge härads valkrets | Andrakammarvalet i Sverige 1905: Uppvidinge härads valkrets |
| Kandidat                                                    | Kandidat                                                    | Röster                                                      | Röster                                                      | Röster                                                      |
| Kandidat                                                    | Kandidat                                                    | Antal                                                       | %                                                           | +− %                                                        |
| ----------------------------------------------------------- | ----------------------------------------------------------- | ----------------------------------------------------------- | ----------------------------------------------------------- | ----------------------------------------------------------- |
|                                                             | Jonas Eriksson                                              | 491                                                         | 49,7                                                        | ▼21,8                                                       |
|                                                             | B. Brauer å Transjö                                         | 249                                                         | 25,2                                                        |                                                             |
|                                                             | A. Hedvall i Orrefors                                       | 248                                                         | 25,1                                                        |                                                             |
| Antal giltiga röster                                        | Antal giltiga röster                                        | 988                                                         |                                                             |                                                             |
| Kasserade röster                                            | Kasserade röster                                            | 4                                                           |                                                             |                                                             |
| Totalt                                                      | Totalt                                                      | 992                                                         |                                                             |                                                             |

### 1908
| Andrakammarvalet i Sverige 1908: Uppvidinge härads valkrets | Andrakammarvalet i Sverige 1908: Uppvidinge härads valkrets | Andrakammarvalet i Sverige 1908: Uppvidinge härads valkrets | Andrakammarvalet i Sverige 1908: Uppvidinge härads valkrets | Andrakammarvalet i Sverige 1908: Uppvidinge härads valkrets |
| Kandidat                                                    | Kandidat                                                    | Röster                                                      | Röster                                                      | Röster                                                      |
| Kandidat                                                    | Kandidat                                                    | Antal                                                       | %                                                           | +− %                                                        |
| ----------------------------------------------------------- | ----------------------------------------------------------- | ----------------------------------------------------------- | ----------------------------------------------------------- | ----------------------------------------------------------- |
|                                                             | Johan Gustaf Svensson                                       | 784                                                         | 55,7                                                        |                                                             |
|                                                             | Jonas Eriksson                                              | 622                                                         | 44,2                                                        | ▼5,5                                                        |
|                                                             | Övriga kandidater                                           | 1                                                           | 0,1                                                         |                                                             |
| Antal giltiga röster                                        | Antal giltiga röster                                        | 1407                                                        |                                                             |                                                             |
| Kasserade röster                                            | Kasserade röster                                            | 0                                                           |                                                             |                                                             |
| Totalt                                                      | Totalt                                                      | 1407                                                        |                                                             |                                                             |